# Rustkammeret
La armería de Trondheim (RKT) es un museo de las fuerzas armadas noruegas ubicado dentro del Erkebispegården (Palacio Arzobispal). Está regulado por el Museo de las Fuerzas Armadas de Oslo y es parte del Departamento de defensa de cultura y tradición.
La Rustkammeret se centra en la historia del Ejército (Hærens) y de la Guardia Nacional (Heimevernets) de Trøndelag. La entrada al museo es gratuita.